# Joxemiel Bidador
José Miguel Bidador González, más conocido como Joxemiel Bidador (Pamplona, Navarra, 28 de marzo de 1970 - † Pamplona, Navarra, 2 de marzo de 2010), era un investigador, escritor y filólogo de lengua vasca. 
Pamplonés, era pareja de hecho de Idoia y tenía dos hijas: Ilazki y Maddi.

## Trayectoria profesional
Licenciado en Filología Vasca, las danzas tradicionales y el folklore en general fueron objeto de varias de sus investigaciones. Pero no solo desde el punto de vista teórico e histórico, sino también desde la práctica, ya que formó parte de grupos como Danok Bat, Duguna y, más recientemente, de los Danzantes de San Lorenzo, con los que bailó hace pocos días. También formaba parte de la Comparsa de Gigantes de Tudela. A los 23 años publicó su primera investigación sobre esta temática, Materiales para una bibliografía sobre danza vasca, aparecida en 1993 la revista Cuadernos de Etnología y Etnografía Navarra, y, entre sus textos, destaca, sobre todo, Dantzaren erreforma Euskal Herrian, un ensayo sobre los testimonios de los sacerdotes en torno a la danza desarrollada en Euskal Herria entre los siglos XVI y XX, que en 2004 recibió el VI Premio de Miguel de Unamuno del Ayuntamiento de Bilbao. Además, en 2005 se hizo cargo de la coordinación de la revista Dantzariak de Euskal Dantzarien Biltzarra.
Bidador también era experto en literatura vasca y escritor, así como conocedor de la historia y la etnografía de la Comunidad Foral, como demostró en la serie de artículos que publicó en DIARIO DE NOTICIAS bajo el epígrafe Viejas historias de Navarra. Era miembro de Euskal Idazleen Elkartea, de la que fue secretario durante unos años, y publicó numerosos textos sobre los escritores vascos en general y sobre los navarros en particular, dedicando antologías a autores como Alexander Tapia-Perurena, Joxe Agerre, Larreko, Mikelestorena, etcétera. Sin duda, su obra más conocida en este ámbito es Materiales para una historia de la literatura vasca en Navarra (Pamiela, 2004), que venía a responder a los trabajos que había presentado hasta la fecha el Gobierno foral, dejando de lado a los autores en euskera. Esta publicación dio lugar, además, al manifiesto Existieron, existimos / Baziren, bagara, que secundaron cerca de 140 escritores y personalidades de la cultura.
Era uno de los investigadores del euskera más importantes y notables de Navarra.
Había sido profesor de euskera en varios institutos de Navarra; de los cuales muchos años pasó en el Instituto de Zizur Mayor y este último año en el IES Benjamín de Tudela.
Desde 2007, era el presidente del Concejo de Paternáin (Navarra), localidad donde residía.

## Muerte
El 26 de febrero de 2010, mientras impartía clase en el Instituto de Tudela, sufrió un derrame cerebral que le afectó buena parte del cerebro y del sistema nervioso. Fue trasladado al Hospital de Navarra donde el parte médico decía que su estado era irreversible.
Falleció en Pamplona el día 2 de marzo de 2010, a los 39 años de edad.
Es enterrado al día siguiente en el cementerio de Paternáin (Navarra), localidad donde residía, acompañado por sus familiares y un centenar de personas entre amigos, compañeros de distintos ámbitos y representación política, entre otros